# John Veevers
John James Veevers (ur. 13 października 1930 w Sydney, zm. 12 sierpnia 2018 tamże) – australijski geolog, profesor na Uniwersytecie Macquaire prowadzący badania naukowe w dziedzinie geologicznej historii Australii (Pangea, Gondwana), kontynuator badań Alfreda G. Fischera, dotyczących cykli oceanicznych (megacykli Fischera).

## Życiorys
Urodził się i studiował w Sydney. Skończył z wyróżnieniem Uniwersytet w Sydney – I st. w 1952 r., II st. w 1954 r. i III st. (doktorat) w 1956 r. – oraz Imperial College of Science & Technology (1956). W latach 1948–1967 pracował w Bureau of Mineral Resources, Geology & Geophysics w Canberze, a w roku 1968 rozpoczął pracę dydaktyczną i karierę naukową na Uniwersytecie Macquaire (Department of Earth and Planetary Sciences) i gdzie pracował do przejścia na emeryturę oraz jako profesor emeritus.
Został wyróżniony Medalem S.W. Careya, nadawanym przez Geological Society of Australia (1992), tytułem Fellow przez Australian Academy of Science (1995) i Centenary Medal (2001). Jego nazwiskiem nazwano krater uderzeniowy Veevers w Australii Zachodniej.

## Publikacje
Tematykę wielu naukowych publikacji, opracowanych przez J.J. Veeversa lub z jego udziałem, ilustruje wykaz wybranych pozycji książkowych, wydanych w latach 1958–2001:
- 1958 – Lennard River, 4-mile geological series, sheet E/51-8 Australian national grid : explanatory notes (J. J. Veevers),
- 1966 – Rocks and fossils around Canberra (K.A. Townley, J.J. Veevers),
- 1968 – Upper Palaeozoic rocks: Bonaparte Gulf Basin of northwestern Australia (J.J. Veevers, J. Roberts),
- 1975 – Deep sea drilling in Australasian waters: proceedings of the Challenger Centenary (materiały Challenger Centenary Symposium Macquarie University, 20-22 sierpnia 1974, red. J.J. Veevers},
- 1984 – Phanerozoic earth history of Australia (P.J. Conaghan i wp., red. J.J. Veevers),
- 1994 – Permian-Triassic Pangean basins and foldbelts along the Panthalassan margin of Gondwanaland (J.J. Veevers, C.McA. Powell),
- 1995 – Gondwana master basin of peninsular India between Tethys and the interior of the Gondwanaland province of Pangea (J.J. Veevers, R.C. Tewari),
- 1999-2000 – Billion-year earth history of Australia and neighbours in Gondwanaland (materiały konferencyjne, red. J.J. Veevers, ARC National Key Centre for Geochemical Evolution and Metallogeny of Continents),
- 2001 – Atlas of Billion-year earth history of Australia and neighbours in Gondwanaland (J.J. Veevers).